# Bulinus transversalis
Bulinus transversalis е вид коремоного от семейство Planorbidae. Видът е световно застрашен, със статут Уязвим.

## Разпространение
Разпространен е в Кения, Танзания и Уганда.